# Åhus Museum

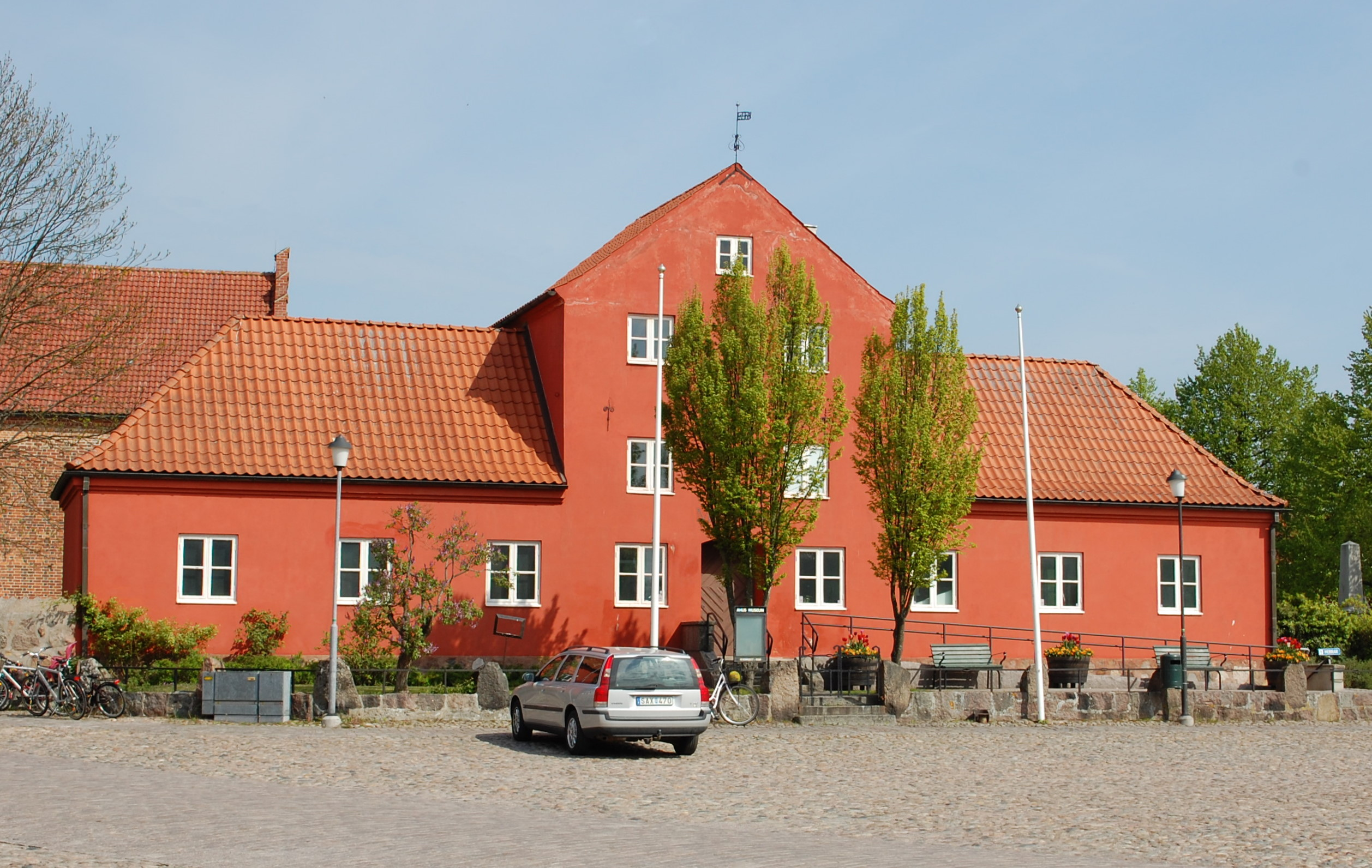
Åhus Museum

Das Åhus Museum ist ein Museum im zur schwedischen Gemeinde Kristianstad gehörenden Ort Åhus. 
Das sich vor allem mit der regionalen Geschichte befassende und nur saisonal geöffnete Museum befindet sich an der Nordseite des Åhuser Marktplatzes. Nordwestlich steht die Sankt-Maria-Kirche. Es wird auch als Åhus museum „radhus“ (dt. Åhus Museum „Rathaus“) bezeichnet, wobei jedoch unklar ist, ob das repräsentative Gebäude in der Vergangenheit tatsächlich einmal als Rathaus genutzt wurde.
Der Mittelteil des Hauses stammt bereits aus dem 14. Jahrhundert und war Teil eines Ziegelbaus. Im Jahr 1431 wurde für Åhus ein Rathaus erwähnt.